# 的場友見
的場 友見（まとば ともみ、1981年 - ）は、日本の脚本家である。

## 経歴
1981年生まれ。蠍座。A型。2004年、早稲田大学第一文学部卒業。
株式会社フォクシーでVMD→株式会社博報堂アイ・スタジオでコピーライター＆プランナー→コンデナスト・ジャパン社でプロデューサ→　独立。
2020年、第32回フジテレビヤングシナリオ大賞で大賞を受賞。

## 作品
- 『サロガシー』（フジテレビ、2021年3月25日）
- 『金魚妻』（Netflix、2022年2月14日）
- 『木のストロー』（フジテレビ、2022年2月26日）
- 『やんごとなき一族』（フジテレビ、2022年4月21日）
- 『昼上がりのオンナたち』（フジテレビ、2022年5月20日）
- 『復讐の未亡人』（テレビ東京、2022年7月）
- 『グランマの憂鬱』（フジテレビ、2023年5月27日・最終話）
- 『隣の男はよく食べる』（テレビ東京、2023年4月12日）
- 『SHUT UP』（テレビ東京、2023年12月4日）
- 『ナースが婚活』（テレビ東京、2024年2月9日・第4話）
- 『私の町の千葉くんは。』（テレビ東京、2024年10月10日）
- 『情事と事情』（Lemino、2024年12月5日）
- 『夫よ、死んでくれないか』（テレビ東京、2025年4月）